# Movimiento estudiantil de la UNAM (2018)
El movimiento estudiantil de la UNAM de 2018 inició el 27 de agosto de 2018 con las protestas del Colegio de Ciencias y Humanidades Azcapotzalco (CCH Azcapotzalco), donde exigieron soluciones a los problemas tanto de su plantel como de los CCH en general. El 31 de agosto la directora del plantel renunció a su cargo por la represión de las demandas, pero al no cumplirse todas, los alumnos tomaron las instalaciones.
El 3 de septiembre, el CCH Azcapotzalco, el CCH Oriente y el CCH Naucalpan llevaron a cabo una movilización en Ciudad Universitaria para entregar un pliego petitorio a las autoridades, donde posteriormente fueron agredidos y dispersados por un grupo de choque de 40 porros con armas blancas, lo que dio como resultado al menos 14 heridos. Tras los actos, al menos 40 planteles de la UNAM de México hicieron un paro de 48 a 72 horas como protesta.
El 5 de septiembre se organizó un mitin en la rectoría de UNAM por los hechos ocurridos el 3 de septiembre, donde acudieron tanto instituciones y organismos de la UNAM como ajenos en forma de apoyo. El 7 de septiembre Andrés Manuel López Obrador, presidente electo de México, se reunió con el rector de la UNAM Enrique Graue, para discutir la problemática de las instituciones y posibles soluciones.
Este movimiento aconteció justo 50 años después del Movimiento Estudiantil de 1968 donde la misma institución educativa, la UNAM, fue la principal escuela involucrada en los sucesos. 

## Antecedentes
El 27 de agosto de 2018 alumnos del Colegio de Ciencias y Humanidades Azcapotzalco (CCH Azcapotzalco) tomaron la institución en protesta por sus demandas. El 29 de agosto, la Dirección General de los Colegios de Ciencias y Humanidades informó a través de un comunicado que establecerían una mesa de diálogo además de integrar una Comisión Intermedia de Horarios en la Dirección General del Colegio para que se asignara un profesor para todos los grupos del plantel.
El 30 de agosto, la directora del CCH Azcapotzalco, María Guadalupe Patricia Márquez Cárdenas, renunció a su cargo, dejando como sustituto temporal a Benjamín Barajas Sánchez, quien era director general de los Colegios de Ciencias y Humanidades. Posteriormente, el 31 de agosto hubo otro cambio de director al informar que no había una proceso formal, nombrando a Andrés Francisco Palacios Meza. Ese mismo día se acordó una marcha en la Rectoría de la UNAM por parte de los estudiantes del plantel junto con el CCH Oriente, y la Dirección General de los CCH acordó establecer un diagnóstico para proponer medidas orientadas a la mejora del plantel.

## Movimiento

### Primera etapa
El 3 de septiembre, alumnos del Colegio de Ciencias y Humanidades, concretamente de los planteles Azcapotzalco, Oriente y Naucalpan marcharon a la Rectoría de la UNAM en Ciudad Universitaria para dar el pliego petitorio de sus denuncias, Posteriormente un grupo de 40 porros dispersaron a los alumnos con armas blancas, piedras, palos, petardos y bombas molotov, lo que dejó un saldo de 14 heridos, de los cuales 3 personas fueron hospitalizadas (2 de gravedad).
La UNAM y la Dirección General de los CCH reprobaron la violencia y presentaron las denuncias correspondientes ante la Procuraduría Capitalina. El Jefe de Gobierno de la Ciudad de México, José Ramón Amieva, argumentó que fue un ataque planeado, puesto que al usar las cámaras de vigilancia del gobierno se confirmó la existencia de autobuses y  vehículos específicos con los grupos de jóvenes que agredieron en la marcha, de los cuales 18 fueron identificados.

### Segunda etapa

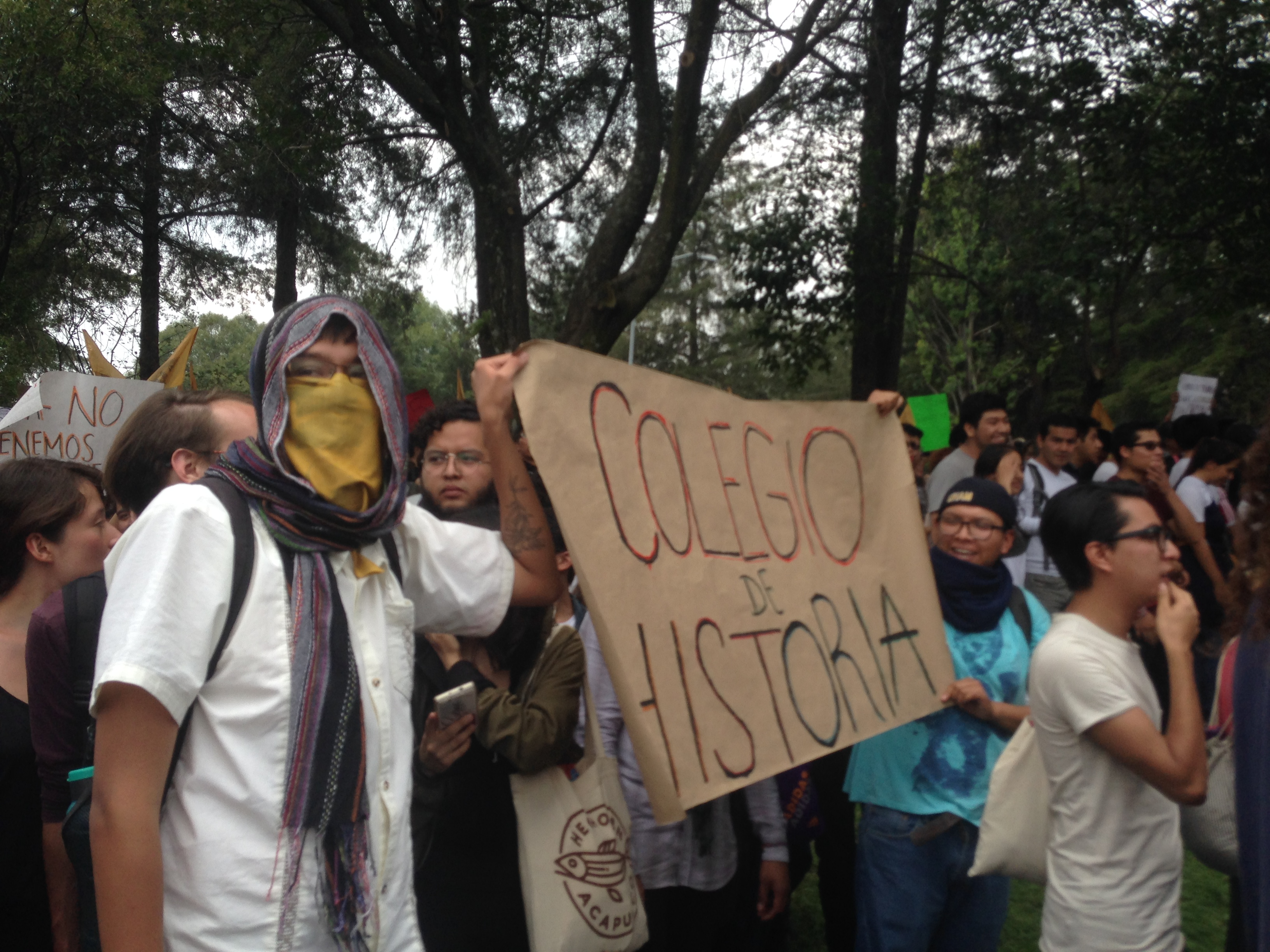
Contingente del Colegio de Historia, de la Facultad de Filosofía y Letras, en la marcha en Ciudad Universitaria.

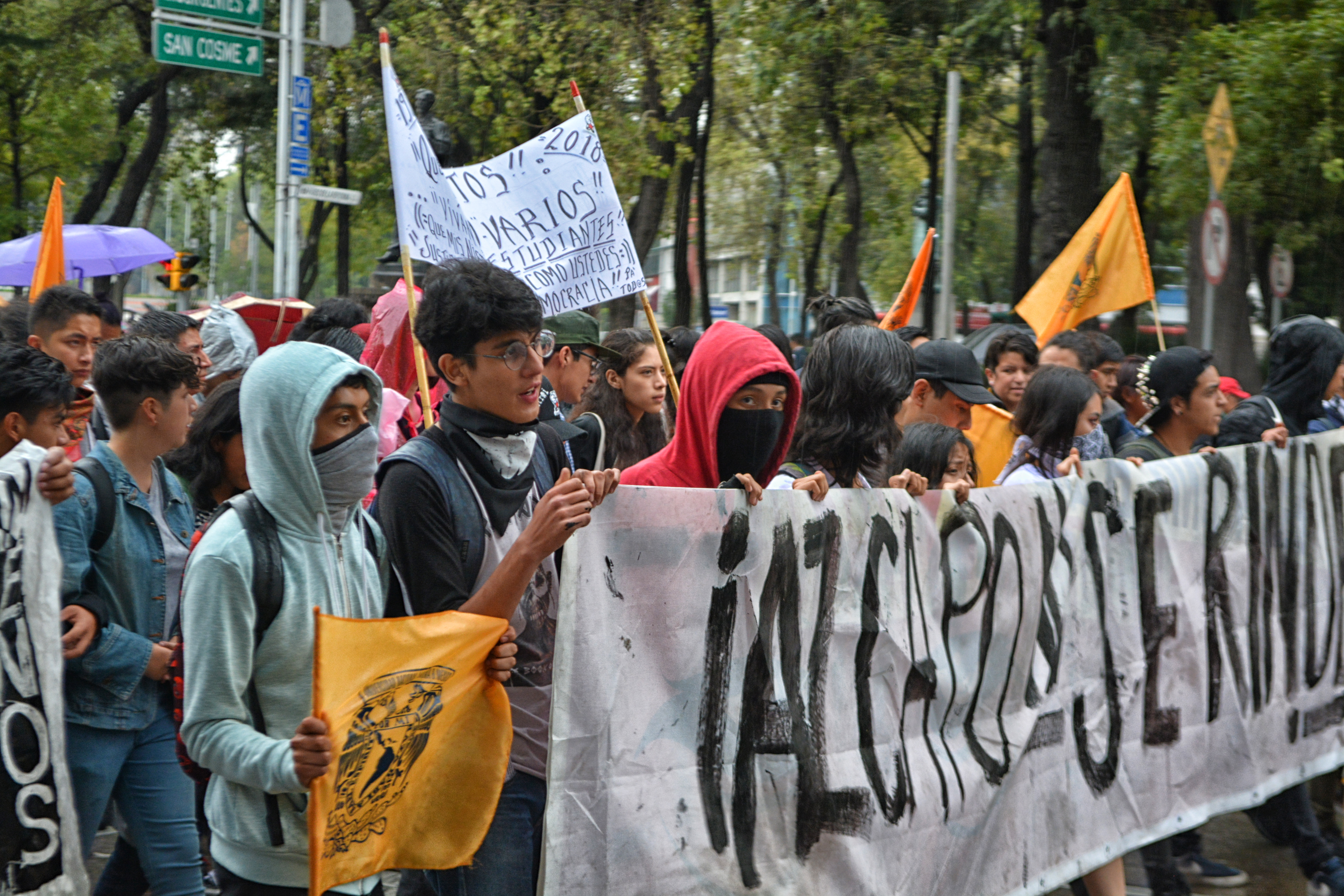
Estudiantes del CCH Azcapotzalco encabezando la Marcha del silencio, 13 de septiembre de 2018, Ciudad de México.

Tras los hechos violentos de la marcha de los CCH el 3 de septiembre en Ciudad Universitaria, al menos 44 instituciones de la UNAM entraron en paro de 24 a 72 horas como protesta y organizaron una marcha en la rectoría de la UNAM el 5 de septiembre, para hacer cumplir tanto demandas propias como las de los CCH. En la marcha participaron tanto instituciones de la UNAM de la Ciudad de México como instituciones y organismos ajenos en forma de apoyo. Según informes del gobierno de la Ciudad de México, acudieron alrededor de 30,000 personas. En redes sociales, los jóvenes acuñaron la consigna de #FueraPorrosDeLaUNAM.
Enrique Graue Wiechers, rector de la UNAM, informó sobre la suspensión del coordinador operativo de vigilancia de la institución académica, Jesús Teófilo Licona Ferro, por los hechos violentos ocurridos el 3 de septiembre en contra de un grupo de estudiantes que se manifestaban pacíficamente.
El 7 de septiembre Andrés Manuel López Obrador, presidente electo de México, se reunió con Enrique Graue rector de la UNAM para discutir la problemática de las instituciones y posibles soluciones.
El 13 de septiembre, se convocó a una marcha para conmemorar la Marcha del Silencio llevada a cabo en 1968.
El 2 de octubre se realizó una marcha conmemorando la Matanza de Tlatelolco, cuya culminación se dio en la Plaza de las Tres Culturas.

## Demandas

### CCH
Las demandas del Colegio de Ciencias y Humanidades Azcapotzalco (CCH Azcapotzalco), CCH Oriente y CCH Naucalpan fueron presentadas formalmente el 3 de septiembre en la rectoría de la UNAM:
- Una plantilla de profesores completa y suficiente.[1][3]
- El no retiro de murales del plantel.[1]
- La democratización de los CCH.[1]
- La intervención de la dirección para que, en conjunto con los estudiantes, mejoren las instalaciones de la unidad.[3]
- Protección por parte de la universidad, esto a causa de los feminicidios de dos alumnas y una maestra de diferentes instituciones.[1][2]
- Existencia de casos de abuso.[1]
- Existencia de cobros indebidos en el plantel.[1]
- Existencia de malos tratos a los alumnos.[1]
- El no cierre de espacios recreativos de la institución.[1]
- La destitución María Guadalupe Patricia Márquez Cárdenas como directora del plantel.[1]
- Métodos de aclaraciones sobre el presupuesto asignado al CCH Azcapotzalco.[8]
- El que no sean prohibidas las actividades políticas y culturales en los CCH, ni que se tomen represalias en contra de los participantes.[8]
- Respeto al programa de apoyo al egreso de los alumnos.[3]

### Escuelas de la UNAM
Tras los actos violentos en la marcha del CCH Azcapotzalco el 3 de septiembre, al menos 40 planteles de la UNAM, entre ellos escuelas de la ENP, CCH, Facultades de Estudios Superiores (FES), Escuelas Nacionales de Educación Superior (ENES) y escuelas especializadas entraron en paro de 48 a 72 horas en protesta y organizaron un mitin en Ciudad Universitaria el 5 de septiembre para hacer conocer sus demandas:
- Justicia en los casos de homicidios, feminicidios y violencia de género que se han registrado en las instalaciones.[27]
- Garantía de una educación pública, gratuita y de calidad.[28]
- Expulsión de los porros de las instituciones.[27][28]
- Espacios seguros, libres de violencia y venta de droga.[28]
- Hacer cumplir las demandas del CCH Azcapotzalco.[27]

## Reacciones
De los hechos derivados, al menos 40 planteles de escuelas de la UNAM de todo el país hicieron un paro de 48 hasta 96 horas en protesta y otras mostraron solidaridad al presentarse en la marcha del 5 de septiembre en la rectoría de la UNAM en Ciudad Universitaria:
| Planteles de la UNAM  | Planteles de la UNAM                                  | Planteles de la UNAM                    |
| Institución           | Institución                                           | Tipo                                    |
| --------------------- | ----------------------------------------------------- | --------------------------------------- |
|                       | ENP 1                                                 | Escuela Nacional Preparatoria           |
|                       | ENP 2                                                 | Escuela Nacional Preparatoria           |
|                       | ENP 3                                                 | Escuela Nacional Preparatoria           |
|                       | ENP 4                                                 | Escuela Nacional Preparatoria           |
|                       | ENP 5                                                 | Escuela Nacional Preparatoria           |
|                       | ENP 6                                                 | Escuela Nacional Preparatoria           |
|                       | ENP 7                                                 | Escuela Nacional Preparatoria           |
|                       | ENP 8                                                 | Escuela Nacional Preparatoria           |
|                       | ENP 9                                                 | Escuela Nacional Preparatoria           |
|                       | CCH Azcapotzalco                                      | Colegios de Ciencias y Humanidades      |
|                       | CCH Naucalpan                                         | Colegios de Ciencias y Humanidades      |
|                       | CCH Oriente                                           | Colegios de Ciencias y Humanidades      |
|                       | CCH Sur                                               | Colegios de Ciencias y Humanidades      |
|                       | CCH Vallejo                                           | Colegios de Ciencias y Humanidades      |
|                       | FES Acatlán                                           | Facultad de Estudios Superiores         |
|                       | FES Aragón                                            | Facultad de Estudios Superiores         |
|                       | FES Cuautitlán                                        | Facultad de Estudios Superiores         |
|                       | FES Iztacala                                          | Facultad de Estudios Superiores         |
|                       | FES Zaragoza                                          | Facultad de Estudios Superiores         |
|                       | Facultad de Arquitectura                              | Facultad de Estudios Superiores         |
|                       | Facultad de Artes y Diseño                            | Facultad de Estudios Superiores         |
|                       | Facultad de Ciencias Políticas y Sociales             | Facultad de Estudios Superiores         |
|                       | Facultad de Ciencias                                  | Facultad de Estudios Superiores         |
|                       | Facultad de Contaduría                                | Facultad de Estudios Superiores         |
|                       | Facultad de Economía                                  | Facultad de Estudios Superiores         |
|                       | Facultad de Filosofía                                 | Facultad de Estudios Superiores         |
|                       | Facultad de Ingeniería                                | Facultad de Estudios Superiores         |
|                       | Facultad de Posgrado                                  | Facultad de Estudios Superiores         |
|                       | Facultad de Psicología                                | Facultad de Estudios Superiores         |
|                       | Facultad de Química                                   | Facultad de Estudios Superiores         |
|                       | Facultad de Música                                    | Facultad de Estudios Superiores         |
|                       | Facultad de Derecho                                   | Facultad de Estudios Superiores         |
|                       | Facultad de Medicina Veterinaria y Zootecnia          | Facultad de Estudios Superiores         |
|                       | Facultad de Medicina                                  | Facultad de Estudios Superiores         |
|                       | Escuela Nacional de Enfermería y Obstetricia          | Escuelas Especializadas                 |
|                       | Centro Universitario de Estudios Cinematográficos     | Escuelas Especializadas                 |
|                       | Escuela Nacional de Lenguas, Lingüística y Traducción | Escuelas Especializadas                 |
|                       | Escuela Nacional de Trabajo Social                    | Escuelas Especializadas                 |
|                       | ENES Morelia                                          | Escuela Nacional de Estudios Superiores |
|                       | ENES Mérida                                           | Escuela Nacional de Estudios Superiores |
|                       | ENES León                                             | Escuela Nacional de Estudios Superiores |
| Organismos de la UNAM |                                                       |                                         |
|                       | UGTM                                                  | Organismos de la institución            |
|                       | STUNAM                                                | Organismos de la institución            |

| Instituciones ajenas                               | Instituciones ajenas                                                               |
| -------------------------------------------------- | ---------------------------------------------------------------------------------- |
|                                                    | Escuela Nacional de Antropología e Historia (ENAH)                                 |
|                                                    | Escuela Superior de Economía del IPN (ESE-IPN)                                     |
| Comité de Lucha Estudiantil del Politécnico (CLEP) |                                                                                    |
|                                                    | Universidad Autónoma Metropolitana (UAM)                                           |
|                                                    | Colegio de México (COLMEX)                                                         |
|                                                    | Universidad Pedagógica Nacional (UPN)                                              |
| Organizaciones                                     |                                                                                    |
|                                                    | Confederación Nacional de Estudiantes (CNE) [Organizador principal del movimiento] |